# Aeroporto Internacional Oliver Tambo
O Aeroporto Internacional Oliver Tambo é um aeroporto no distrito de Gauteng, em Joanesburgo, na África do Sul. É usado como principal aeroporto para viagens nacionais e internacionais da África do Sul e é o de maior movimento na África, sendo utilizado por mais de 16 milhões de passageiros em 2005. O aeroporto é a base de operações para a maior linha aérea tanto de voos nacionais como internacionais da África do Sul, a South African Airways, e para outras linha aérea locais menores.
Anteriormente o conhecia oficialmente como Aeroporto Internacional de Joanesburgo e antes dele, Aeroporto Internacional Jan Smuts (há ele se deve o código OACI do aeroporto, FAJS) em homenagem ao estadista de mesmo nome.
A primeira alteração de nome foi feita em 1994 quando o reformado governo da África do Sul implementou uma política a nível nacional de não utilizar nomes de políticos no nome dos aeroportos.
Foi renomeado novamente em 27 de outubro de 2006 em homenagem a Oliver Tambo, o ex-Presidente do partido sul-africano Congresso Nacional Africano.

## História
O aeroporto foi construído em 1952 como Aeroporto Jan Smuts, dois anos depois de sua morte, perto de Kempton Park. Substituiu ao Aeroporto Internacional de Palmietfontein, o qual havia operado os voos para a Europa desde 1945. No mesmo ano de sua inauguração, teve a honorável distinção de marcar o início da Era do Jet, quando o primeiro voo comercial de um De Havilland Comet (o primeiro avião de passageiros a chorro) decolou desde o Aeroporto de Heathrow de Londres com destino a Joanesburgo.
O Aeroporto Internacional Oliver Reginald Tambo foi utilizado como aeroporto de prova para o Concorde durante a década de 70, para analisar o comportamento do avião durante a decolagem e aterrissagem a grandes alturas. Durante a década de 1980 muitos países deixaram de comercializar com África do Sul por causa das sanções que implementaram as Nações Unidas contra a África do Sul no marco da luta contra o apartheid, e muitas linhas aéreas tiveram que deixar de voar ao aeroporto. Estas sanções significaram-na South African Airways o revocamento dos direitos para voar sobre muitos países africanos, e além do risco de voar sobre alguns outros países africanos foi agravado por um acidente de um avião de passageiros sobre a Rodésia, forçando-os para voar contornando o continente. Este exigiu aeronaves especialmente desenhadas como o Boeing 747-SP. Depois da abolição do apartheid, o nome deste aeroporto, e o dos demais aeroportos da África do Sul, foram substituídos por nomes politicamente neutros e estas restrições foram finalizadas.
O aeroporto ultrapassou ao Aeroporto Internacional de Cairo em 1996 como o aeroporto com maior tráfego de passageiros da África, e é o segundo na região África-Oriente Próximo atrás do Aeroporto Internacional de Dubai. Em 2006, o aeroporto foi transitado por 16,1 milhões de passageiros, o qual representa um incremento de 11% sobre o mesmo período de 2005. Estima-se que serão mais de 21 milhões de passageiros por ano para 2010. O aeroporto é um dos 100 aeroportos de maior movimento no mundo.
Em 26 de novembro de 2006, o aeroporto converteu-se no primeiro da África em receber ao Airbus A380. O mesmo aterrissou em Joanesburgo em sua rota que fazia para Sydney através do Pólo Sul como parte de uma prova de voo.

## Informação do Aeroporto
O Aeroporto Internacional Oliver Reginald Tambo é um aeroporto "caloroso e elevado", o que implica graves problemas para o comportamento das aeronaves. Está situado a uma altura de aproximadamente 1.680 metros, pelo que o ar é pouco denso e isto tem implicações na atitude das aeronaves (requerem maior longitude de pista para descolar e aterrissar, pois um ar menos denso produz menos sustentação na descolagem e menos resistência aerodinâmica de freio na aterrissagem). Por exemplo, um voo de Joanesburgo a Washington, atualmente operado com um Airbus A340-600, deve realizar uma escala técnica em Dakar para abastecer, dado que a aeronave não pode iniciar o voo com os tanques cheios no momento da decolagem devido a que sobre passaria o peso máximo permitido em uma decolagem para o comprimento da pista do aeroporto. Isto se deve a redução do rendimento durante a decolagem, onde uma aeronave não pode decolar com a carga completa de combustível, carga e passageiros, e deve utilizar um maior caminho da pista para alcançar a velocidade requerida para decolar. Em contraste, o caminho de regresso do voo desde Washington até Joanesburgo é un voo de 14 horas sem escalas, com uma melhor atuação da aeronave no Aeroporto Internacional Washington Dulles porque está quase ao nível do mar. O voo Washington – Joanesburgo foi o segundo maior voo comercial de passageiros do mundo em 2006. Como a South African Airways tem interesse no mercado de África Ocidental, alguns voos desde os Estados Unidos se realizam via Dakar, no Senegal, incluso na direção Estados Unidos-África do Sul.
Há duas pistas paralelas, em direção norte-sul, e uma pista em desuso que as cruza. A pista ocidental, 03L/21R, tem mais de 4.400 m de comprimento, o que a converte em uma das maiores pistas em aeroportos internacionais. Isto se deve que para solucionar parcialmente o problema anteriormente mencionado da atmosfera se recorre a uma maior longitude da pista para que as aeronaves possam decolar com maior carga. Outro aeroporto famoso por apresentar este problema é o Aeroporto Internacional da Cidade do México.
Em geral, com a configuração habitual de ventos dominantes, as decolagens se realizam na pista ocidental e as aterrissagens na oriental, mas como é habitual em todos os aeroportos, muitas vezes uma pista se usa para decolagens e aterrissagens para segundo as necessidades do tráfico, ou se a situação climática e a direção dos ventos o requerem se pode inverter esta configuração, passando as decolagens para a oriental e as aterrissagens para a ocidental.
Há seis terminais no aeroporto, no entanto isto pode ser separados em três áreas: o Terminal Internacional, o Terminal Doméstico e o Terminal de Trânsito. O Terminal de Trânsito compreende partes em desuso do antigo Terminal Doméstico. Tem sido demolido quase por completo para construir um novo Terminal Central, o qual proverá uma conexão entre os Terminais Doméstico e Internacional, como assim também uma área central para faturação e mais portas de embarque.
O Aeroporto Internacional Oliver Reginald Tambo também abriga o Museu South African Airways, uma sala cheia de objetos de interesse da South African Airways e o qual começou como uma ideia de dois fanáticos da linha aérea, até que finalmente poderiam dispor para sua exposição em uma das salas do aeroporto em 1987.
A Thai Airways International oferece três voos diretos semanais, as terças, quintas e sábados entre Bangkok e Joanesburgo em ambas direções. Utiliza Boeing 777-200ER, com uma capacidade para 292 passageiros (30 no Royal Silk Class e 262 na classe económica) e começou em 31 de outubro de 2006, o tempo de voo é de 11 horas.
Para o Brasil, a LATAM Airlines Brasil oferece vôos através do Aeroporto Internacional de Guarulhos, com os modelos Boeing 767, Boeing 777, Airbus A350.

## Desenvolvimento
Airports Company of South África tem informado de que importantes desenvolvimentos serão realizados no aeroporto como preparativo para a  Copa do Mundo FIFA de 2010. Isto inclui a ampliação do terminal internacional, com uma nuo0va sala de embarque internacional que será capaz de operar com o novo Airbus A380 para a vez que incrementará a capacidade. Um novo Terminal Central está sendo construído. Um estacionamento adicional está sendo construído a um custo de 470 milhões de rands, de frente ao Terminal Central, além de mais o Terminal A está sendo renovado para aumentar o espaço disponível no setor de Saídas Internacionais.
O Terminal Central (com um custo de 2000 milhões de rands) aumentará sua capacidade mediante uma configuração para três níveis, permitindo o acesso direto desde os Terminais Doméstica e Internacional. Novos transportes de bagagens serão acrescentados para operar com o Airbus A380. As chegadas realizaram-se no nível 1 e as saídas desde o nível 3, o nível 2 será destinado para voos locais e comerciais. A estação do Gautrain Rapid Rail Link se localizara sobre o terminal.
A nova zona de embarque internacional e o renovado Terminal Central esperam-se que estejam terminados para 2009. Um segundo terminal entre as duas pistas também têm sido proposto, o qual estaria finalizado em 2012. Terá suas próprias instalações para realizar o faturamento, tanto para voos nacionais como internacionais, portas de embarque, locais comerciais e salas de estar, e terá um custo total de 8 milhões de rands. Espera-se que o tráfico do aeroporto alcance os 24 milhões de passageiros anuais para 2015.
É muito provável que o aeroporto possa ver a chegada dos novos Airbus A380 em seu primeiro ano de serviço, devido a que já se tem feito as obras necessárias para albergar o avião, e somado a isto muitas linhas aéreas oferecem serviços de larga distancia a Joanesburgo. Por exemplo, há pelo menos sete voos diários desde Londres, muitos dos quais utilizam Boeing 747-400.

## Alteração de nome
No final de 2005 uma alteração de nome foi proposta para o Aeroporto Internacional Oliver Reginald Tambo, em homenagem ao ex-Presidente do Congresso Nacional Africano e ativista contra o apartheid, em uma aparente alteração precedente de aeroportos com nomes neutros. A alteração de nome foi anunciada no Boletim Oficial do Governo da África do Sul, em 30 de junho de 2006, outorgando um prazo de 30 dias aos cidadãos para receber objeções. A alteração de nome foi implementada em 27 de outubro de 2006 com a apresentação das novos sinais no aeroporto.
Os críticos apontaram aos gastos que ocasionaram o renomeamento do aeroporto, e a decisão de usar um político como nome seria pouco clara, confusa e em certo modo, ofensiva. Corne Mulder do Partido da Liberdade Inkatha tem qualificado a alteração de nome como "simplesmente um oportunismo político e intenção do Congresso Nacional Africano para esquivar os verdadeiros assuntos econômicos - sociais do país".
Parece, no entanto, que o governo sul-africano tem abandonado sua política de nomeamento de aeroportos porque recentemente foi anunciado que um novo aeroporto conhecido como Aeroporto Internacional Rey Shaka será construído em KwaZulu-Natal.
O.R. Tambo é também é uma municipalidade regional na Cabo Oriental. Tem um aeroporto internacional o qual foi conhecido como Aeroporto Kaiser D. Matanzima, em honra a Kaiser Matanzima.

## Trânsito ferroviário
Existem planos para criar novos terminais de transito entre os terminais doméstica e internacional, o qual também abrigará a estação Gautrain, unindo o aeroporto a Sandton, um dos principais distritos financeiros e principal área turística da Região Metropolitana de Joanesburgo.
Em setembro de 2006 a província de Gauten, assinou um contrato com a Bombardier Transportation para a construção de uma conexão ferroviária enlaçando Joanesburgo, Tshwane, e o aeroporto, cuja construção começará de imediato.